# Écos
Écos là một xã thuộc tỉnh Eure trong vùng Normandie miền bắc nước Pháp.

## Huy hiệu
| Arms of Écos | The arms of Écos are blazoned: Or, 2 fesses azure, in orle 9 escallops gules. |